# Za-Tanta
Za-Tanta ist ein Arrondissement im Département Zou im westafrikanischen Staat Benin. Es ist eine Verwaltungseinheit, die der Gerichtsbarkeit der Kommune Za-Kpota untersteht.

## Demografie und Verwaltung
Gemäß der Volkszählung 2013 des beninischen Statistikamtes INSAE hatte das Arrondissement 23.367 Einwohner, davon waren 10.874 männlich und 12.493 weiblich.
Von den 69 Dörfern und Quartieren der Kommune Za-Kpota entfallen zwölf auf Za-Tanta:
1. Adikogon
2. Agbakou
3. Agondokpoé
4. Agonkanmè
5. Alligoudo
6. Doutin
7. Houanlikpa
8. Kéou
9. Sohoungo
10. Tanta
11. Yohouè
12. Za-Aga